# Philip Nolan
Pour les articles homonymes, voir Nolan.
Philip Nolan (Belfast, 1771 — 21 mars 1801) est un marchand de chevaux, flibustier et explorateur irlando-américain.

## Biographie
Il vécut à Natchez (Mississippi) et dans le Texas espagnol. Protégé par le général James Wilkinson dont il est le secrétaire, il voyage pour la première fois au Texas en 1791. Il entre en contact avec les Indiens Comanches et Taovayas, qui lui fournissent des chevaux mustangs.
Ses observations servent à dessiner la frontière entre le Texas et la Louisiane vers 1804. Il est tué par des soldats espagnols en mars 1801 dans la région de Nacogdoches.